# Heinemann (editorial)
Heinemann és un editor de recursos professionals i un proveïdor de serveis educatius establert el 1978 a Portsmouth, Nova Hampshire, com a filial nord-americana de Heinemann UK. Avui en dia, l'empremta educativa del Regne Unit és propietat de Pearson, les publicacions comercials del Regne Unit són propietat de Penguin Random House i l'empremta educativa dels EUA és propietat de Houghton Mifflin Harcourt.